# Saliera

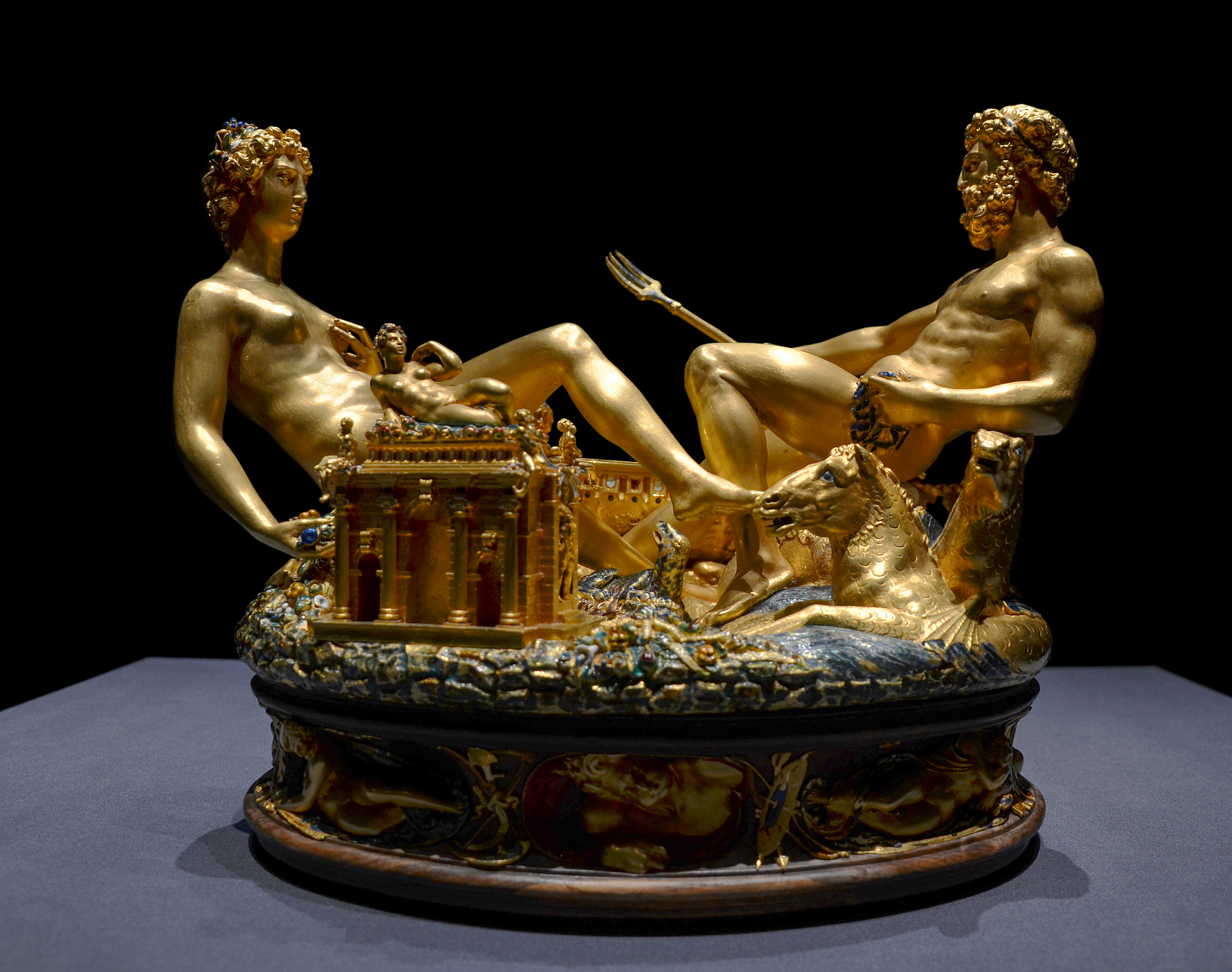
Saliera Benvenuto Celliniego. Paryż, 1540–1543, złoto pokryte częściowo emalią, podstawa z hebanu

Saliera – włoskie słowo, które znaczy solniczka czyli naczynie do przechowywania soli. Słowo to jednak w wielu językach świata i po polsku odnosi się tylko do jednego przedmiotu – złotej solniczki wykonanej przez Benvenuto Celliniego, włoskiego rzeźbiarza i złotnika, w latach 1540–1543 na zamówienie króla Francji Franciszka I.
Rzeźba symbolizuje planetę Ziemię – dwie postacie siedzące, męska i kobieca, z przeplecionymi nogami przedstawiają Morze i Ląd. Na styku morza i lądu – Posejdona, boga morza i Demeter, bogini ziemi – tworzy się sól. Wspaniały opis tego arcydzieła sztuki złotniczej i jego idei pochodzi bezpośrednio od autora. Benvenuto Cellini pozostawił bowiem pamiętnik, w którym szeroko opisuje samo dzieło jak i okoliczności towarzyszące jego zamówieniu i wykonaniu.
Saliera ma 26 cm wysokości, 33,5 cm długości i waży około 5 kilogramów. Jest wykonana ze złota częściowo pokrytego emalią i umieszczona na owalnej hebanowej podstawie. 
Król Francji Karol IX przekazał Salierę jako prezent arcyksięciu tyrolskiemu Ferdynandowi II. Początkowo przechowywana w zamku Ambras, gdzie Ferdynand trzymał swoje słynne zbiory sztuki, w XIX wieku znalazła się w Muzeum Historii Sztuki w Wiedniu (Kunsthistorisches Museum).
W nocy z 10 na 11 maja 2003 w czasie remontu fasady muzeum Saliera została skradziona przez pracownika technicznego Roberta Manga. Za pomoc w jej odnalezieniu muzeum oferowało nagrodę w wysokości 70 000 euro. 21 stycznia 2006 Saliera została odnaleziona – była zakopana w ołowianym pojemniku, w lesie koło miejscowości Zwettl w Austrii. Sprawca kradzieży twierdził, że miał na celu jedynie dowiedzenie nieskuteczności muzealnych alarmów. Sąd nie dał wiary tym wyjaśnieniom i skazał sprawcę na 4 lata więzienia.
Wartość rynkowa Saliery jest szacowana na 50 milionów euro lub 65 milionów dolarów.